# Dziobowal
Dziobowal (Mesoplodon) – rodzaj ssaków morskich z rodziny Hyperoodontinae w obrębie rodziny zyfiowatych (Ziphiidae).

## Rozmieszczenie geograficzne
Rodzaj obejmuje słabo poznane gatunki występujące we wszystkich oceanach świata.

## Morfologia
Długość ciała 343–625 cm; masa ciała 500–1500 kg.

## Systematyka
Rodzaj zdefiniował w 1850 roku francuski paleontolog i entomolog Paul Gervais w artykulezatytułowanym Rozprawa na temat rodziny waleni Ziphoidae, a w szczególności gatunku Ziphius cavirostris występującego w Morzu Śródziemnym opublikowanym na łamach Annales des Sciences Naturelles. Gatunkiem typowym jest (oznaczenie monotypowe) dziobowal dwuzębny (M. bidens). Wcześniejsze nazwy – Aodon, którą utworzył w 1828 francuski zoolog René Lesson i Micropterus którą utworzył 1846 roku niemiecki paleontolog i zoolog Johann Andreas Wagner – okazały się młodszymi homonimami rodzajów ryb które nazwano odpowiednio w 1798 i 1802 roku, zaś nazwa Micropteron którą ukuł w 1849 roku duński zoolog Daniel Frederik Eschricht była niepoprawną późniejszą pisownią Micropterus Wagnera. 

### Etymologia
- Aodon (Anodon): gr. przyrostek negatywny α a ‘bez’; οδους odous, οδοντος odontos ‘ząb’[23]. Gatunek typowy (oznaczenie monotypowe): Aodon dalei Lesson, 1828 (= Physeter bidens Sowerby, 1804).
- Micropterus (Micropteron, Mikropteron): gr. μικρος mikros ‘mały’; -πτερος -pteros ‘-płetwy’, od πτερον pteron ‘płetwa’[24]. Gatunek typowy (oznaczenie monotypowe): Delphinus micropterus G. Cuvier (= Physeter bidens Sowerby, 1804).
- Mesoplodon: gr. μεσος mesos ‘środkowy’; oπλα opla ‘uzbrojenie’; οδους odous, οδοντος odontos ‘ząb’[25].
- Dioplodon (Diplodon, Diplodon): gr. δι- di- ‘podwójny’, od δις dis ‘dwa razy’, od δυο duo ‘dwa’; όπλoν oplon ‘broń, uzbrojenie’; οδους odous, οδοντος odontos ‘ząb’[26]. Gatunek typowy (oryginalne oznaczenie): Delphinus densirostris de Blainville, 1817.
- Mesodiodon (Mesiodon): gr. μεσος mesos ‘środkowy’; δι- di- ‘podwójny’, od δις dis ‘dwa razy’, od δυο duo ‘dwa’; οδους odous, οδοντος odontos ‘ząb’[27]. Gatunek typowy: Dioplodon sowerbyi A.G. Desmarest, 1822 (= Physeter bidens J. Sowerby, 1804).
- Dolichodon: gr. δολιχος dolikhos ‘długi’; οδους odous, οδοντος odontos ‘ząb’[28]. Gatunek typowy (oznaczenie monotypowe): Ziphius layardii J.E. Gray, 1865.
- Callidon (Calliodon): gr. καλλος kallos ‘piękno’, od καλος kalos ‘piękny’; οδους odous, οδοντος odontos ‘ząb’[29]. Gatunek typowy (oznaczenie monotypowe): Mesoplodon guntheri Krefft, 1871 (= Ziphius layardii J.E. Gray, 1865).
- Neoziphius: gr. νεος neos ‘nowy’; rodzaj Ziphius G. Cuvier, 1823 (zyfia)[30]. Gatunek typowy (oznaczenie monotypowe): Dioplodon europaeus P. Gervais, 1855.
- Oulodon: gr. ούλον oúlon ‘guma’; οδους odous, οδοντος odontos ‘ząb’[31]. Gatunek typowy (oznaczenie monotypowe): Mesoplodon grayi von Haast, 1876.
- Paikea: według tradycji Maorysów, Paikea jest przodkiem Ngai Tahu i Ngāti Porou, plemion maoryskich na Wyspie Południowej i wschodnim wybrzeżu Nowej Zelandii na Wyspie Północnej[15]. Gatunek typowy (oryginalne oznaczenie): Paikea hectori W.B.R. Oliver, 1922.

### Podział systematyczny
Do rodzaju należą następujące występujące współcześnie gatunki:
| Grafika | Gatunek                 | Autor i rok opisu | Nazwa zwyczajowa          | Podgatunki         | Rozmieszczenie geograficzne | Podstawowe wymiary               | Status IUCN |
| ------- | ----------------------- | --- | ------------------------- | ------------------ | --- | -------------------------------- | ----------- |
|         | Mesoplodon bidens       | (J. Sowerby, 1804) | dziobowal dwuzębny        | gatunek monotypowy | chłodniejsze wody północnego Oceanu Atlantyckiego od Labradoru (Kanada), Islandii i 71°30′ szerokości geograficznej północnej w Norwegii na południe do północno-wschodnich Stanów Zjednoczonych, Azorów i Madery; wędruje po Zatoce Meksykańskiej i wschodniej części Morza Śródziemnego | DC: 450–550 cm MC: 1000–1500 kg  | LC          |
|         | Mesoplodon ginkgodens   | Nishiwaki & Kamiya, 1958 | dziobowal miłorzębozębny  | gatunek monotypowy | cieplejsze wody Oceanów Indyjskiego i Spokojnego od południowej Indonezji i Sri Lanki do Tajwanu, Japonii, południowo-wschodniej Australii, Galapagos i Kalifornię: granice zasięgu niejasne                                                                                              | DC: 470–528 cm MC: około 1000 kg | DD          |
|         | Mesoplodon hotaula      | Deraniyagala, 1963 | dziobowal opuszczony      | gatunek monotypowy | cieplejsze wody Oceanu Indyjskiego i Spokojnego od Afryki Wschodniej i południowej Indonezji do Galapagos, prawdopodobnie do Ameryki Środkowej i Południowej; granice zasięgu niejasne | DC: 400–450 cm MC: około 1000 kg | DD          |
|         | Mesoplodon mirus        | F.W. True, 1913 | dziobowal osobliwy        | gatunek monotypowy | północny Ocean Atlantycki, na zachodzie od Nowej Szkocji (Kanada) do Florydy (Stany Zjednoczone), na wschodzie od Irlandii do Wysp Kanaryjskich | DC: 480–540 cm MC: 1000–1400 kg  | LC          |
|         | Mesoplodon eueu         | E.L. Carroll, M.R. McGowen, M.L. McCarthy, Marx, Aguilar, Dalebout, S. Dreyer, Gaggiotti, S.S. Hansen, Helden, Onoufriou, R.W. Baird, C.S. Baker, Berrow, Cholewiak, Claridge, Constantine, N.J. Davison, Eira, Fordyce, Gatesy, Hofmeyr, V. Martín, Mead, Mignucci-Giannoni, Morin, C. Reyes, Rogan, Rosso, M.A. Silva, Springer, Steel & M.T. Olsen, 2021 |                           | gatunek monotypowy | genetycznie potwierdzony w Południowej Afryce, Australii i Nowej Zelandii, a także w południowej Brazylii, Tristan da Cunha, Mozambiku i Walters Shoals (Madagaskar); prawdopodobnie w całej umiarkowanej półkuli południowej                                                             | DC: około 530 cm MC: brak danych | DD          |
|         | Mesoplodon europaeus    | (P. Gervais, 1855) | dziobowal europejski      | gatunek monotypowy | subtropikalne i tropikalne wody Oceanu Atlantyckiego, na zachodzie od północnych Stanów Zjednoczonych do Brazylii (być może do Urugwaju), na wschodzie od Irlandii do Gwinei Bissau (być może do Angoli)                                                                                  | DC: 420–485 cm MC: około 800 kg  | LC          |
|         | Mesoplodon layardii     | (J.E. Gray, 1865) | dziobowal kagańcowy       | gatunek monotypowy | umiarkowane wody południowego Oceanu Atlantyckiego, Indyjskiego i południowej części Spokojnego do wód Angoli; wędrowny (1 zapis) do Mjanmy | DC: 550–625 cm MC: 1000–1300 kg  | LC          |
|         | Mesoplodon carlhubbsi   | J.C. Moore, 1963 | dziobowal skryty          | gatunek monotypowy | północny Ocean Spokojny, głównie w zachodniej części Ameryki Północnej (54°18′–32°42′ szerokości geograficznej północnej), a także u wybrzeży Japonii (41°42′–35° szerokości geograficznej północnej); brak zapisów ze środkowego Oceanu Spokojnego                                       | DC: 470–532 cm MC: 1000–1500 kg  | DD          |
|         | Mesoplodon bowdoini     | R.C. Andrews, 1908 | dziobowal rozdzielnozębny | gatunek monotypowy | wydaje się być ograniczony do chłodniejszych wód półkuli południowej (32° szerokości geograficznej południowej do strefy konwergencji antarktycznej); może być okołobiegunowy | DC: 390–441 cm MC: około 1000 kg | DD          |
|         | Mesoplodon traversii    | (J.E. Gray, 1874) | dziobowal łopatozębny     | gatunek monotypowy | znany z niewielu zapisów w Nowej Zelandii, na Wyspach Chatham i w Chile (archipelag Juan Fernández); nie wiadomo, w jaki sposób te zapisy odzwierciedlają zasięg | DC: 500–550 cm MC: brak danych   | DD          |
|         | Mesoplodon hectori      | (J.E. Gray, 1871) | dziobowal skośnopyski     | gatunek monotypowy | większość zapisów pochodzi z Nowej Zelandii i atlantyckiej Ameryki Południowej, odnotowano je również w Południowej Afryce i Australii; brak zapisów z Oceanu SPokojnego na wschód od Nowej Zelandii, ale granice zasięgu są niejasne                                                     | DC: 343–443 cm MC: około 500 kg  | DD          |
|         | Mesoplodon grayi        | von Haast, 1876 | dziobowal południowy      | gatunek monotypowy | z umiarkowanych wód południowego Oceanu Spokojnego, Indyjskiego i południowego Spokojnego po Antarktydę; 1 osobnik wyrzucony na brzeg w Holandii prawdopodobnie był zabłąkany | DC: 450–500 cm MC: około 900 kg  | LC          |
|         | Mesoplodon stejnegeri   | F.W. True, 1885 | dziobowal szablozębny     | gatunek monotypowy | subpolarne i zimne umiarkowane wody północnego Oceanu SPokojnego, od płytkich wód Morza Beringa na południe do południowej Japonii na zachodzie i do środkowej Kalifornii na wschodzie | DC: 480–574 cm MC: 1000–1300 kg  | NT          |
|         | Mesoplodon densirostris | (de Blainville, 1817) | dziobowal zwartopyski     | gatunek monotypowy | wody tropikalne i subtropikalne na całym świecie; okazjonalne zapisy w wodach umiarkowanych mogą być osobnikami zabłąkanymi | DC: 425–475 cm MC: około 800 kg  | LC          |
|         | Mesoplodon peruvianus   | J.C. Reyes, Mead & Van Waerebeek, 1991 | dziobowal karłowaty       | gatunek monotypowy | wschodni tropikalny Ocean Spokojny od 28° szerokości geograficznej północnej do 29° szerokości geograficznej południowej; 1 zapis z Nowej Zelandii, obecnie uważany za osobnika zabłąkanego                                                                                               | DC: 370–390 cm MC: około 500 kg  | LC          |
|         | Mesoplodon perrini      | Dalebout, Mead, C.S. Baker, A.N. Baker & van Helden, 2002 | dziobowal kalifornijski   | gatunek monotypowy | znany z kilku stanowisk w Kalifornii (zachodnie Stany Zjednoczone) i możliwe, że widziano go na morzu u wybrzeży Kalifornii; zasięg nieznany | DC: 390–443 cm MC: około 700 kg  | EN          |

Kategorie IUCN:  LC  – gatunek najmniejszej troski,  NT  – gatunek bliski zagrożenia,  EN  – gatunek zagrożony,  DD  – gatunki o nieokreślonym stopniu zagrożenia.
Opisano również gatunki wymarłe:
- Mesoplodon blasii (J.F. von Brandt, 1873)[36] (fanerozoik)
- Mesoplodon posti Lambert & Louwye, 2016[37] (neogen)
- Mesoplodon slangkopi Bianucci, Lambert & Post, 2007[38] (neogen)
- Mesoplodon tumidirostris Miyazaki & Hasegawa, 1992[39] (oligocen–holocen)